# Жузеп Обіольс
Жузеп Обіольс (кат. Josep Obiols, 17 травня 1907, Барселона — 17 січня 1998) — іспанський футболіст, що грав на позиції півзахисника. Виступав, зокрема, за клуб «Барселона», а також національну збірну Іспанії. Чемпіон Іспанії, здобув титул чемпіона Іспанії в першому розіграші чемпіонату Іспанії в 1929 році.

## Клубна кар'єра
У професійному футболі дебютував 1926 року виступами за команду «Барселона», в якій грав до 1929 році. У 1929 році в першому загальнонаціональному чемпіонаті країни Обіольс у складі «Барселони» став чемпіоном Іспанії. У 1929 році футболіст перейшов до іншого барселонського клубу «Європа», в якому грав до 1931 року. Завершив ігрову кар'єру Обіольс у складі команді «Жупітер», за яку виступав протягом 1931—1932 років.

## Виступи за збірну
У 1930 році Жузеп Обіольс провів свій єдиний матч у складі національної збірної Іспанії.
Помер Жузеп Обіольс 17 січня 1998 року на 91-му році життя.
| Дата       | Місто     | Господарі | Результат | Гості          | Турнір           | Голи | Примітки |
| ---------- | --------- | --------- | --------- | -------------- | ---------------- | ---- | -------- |
| 01-01-1930 | Барселона | Іспанія   | 1 – 0     | Чехословаччина | товариський матч | -    |          |
| Усього     |           | Матчів    | 1         |                | Голів            | 0    |          |

## Титули і досягнення
- Чемпіон Іспанії (1):

«Барселона»: 1929